# Cuenta corriente
La cuenta corriente es un apartado dentro de la balanza de pagos y recoge las operaciones reales (comercio de bienes y servicios) y rentas que se producen entre los residentes de un país y el resto del mundo en un período de tiempo dado.
La balanza por cuenta corriente se divide en las siguientes sub-balanzas:

## Balanza comercial
Recoge el intercambio de mercancías con el resto del mundo, tanto compras como ventas de bienes al exterior.
Saldo Balanza Comercial = Exportaciones de Bienes - Importaciones de Bienes

## Balanza de servicios
Intercambio de servicios con el resto del mundo.
Saldo Balanza de Servicios = Exportaciones de Servicios - Importaciones de Servicios
Apartados:
- Turismos y viajes
- Otros servicios
- Transportes
- Comunicaciones
- Construcción
- Seguros
- Servicios financieros
- Servicios informáticos
- Servicios prestados a las empresas
- Servicios personales, culturales y recreativos
- Servicios gubernamentales

## Balanza de rentas
Ingresos y pagos por rentas del capital o del trabajo obtenidas fuera del país por residentes en el país o pagadas a residentes en el resto del mundo.
Saldo Balanza de Rentas = Rentas Percibidas - Rentas Pagadas
Apartados:
- Rentas de trabajo
- Rentas de inversión
- De inversiones directas
- De inversiones de cartera (dividendos)
- Intereses de préstamos y depósitos

## Balanza de transferencias
Son los ingresos y pagos obtenidos o pagados sin una contrapartida, por ejemplo: remesas de emigrantes, la ayuda al desarrollo, etcétera.
En la balanza de transferencias se registrarán los movimientos de dinero entre residentes del país y residentes del exterior, pudiendo circular en ambas direcciones. Estas transferencias son normalmente de tipo donativo o premio y pueden ser tanto públicas (ejemplo: donaciones entre gobiernos) o privadas (ejemplo: dinero que los emigrantes envían a sus países de origen)
La principal problemática que presenta la balanza de transferencias, es que a veces resulta complicado determinar qué transferencias forman parte de la cuenta corriente y cuáles son parte de la cuenta de capital. Se considerarán transferencias de cuenta corriente las remesas de los emigrantes, los impuestos, las donaciones, premios artísticos, premios científicos, premios de juegos de azar.
Saldo Balanza de Transferencias Corrientes = Transferencias Percibidas del exterior - Transferencias Pagadas.
Si el saldo de la Balanza por Cuenta corriente es positivo diremos que existe un superávit, y si es negativo lo denominaremos déficit.

## Superávits y déficits
Las razones porque pueden aparecer déficits en los países son:
- Precios de exportaciones temporalmente bajos.
- Buenas perspectivas económicas que conducen a bajos ahorros.
- Niveles alto del producto marginal del capital que lideran a altos ahorros.
- Son el resultado de fallos del sistema financiero que alimentan expansiones de créditos (boom credit).
- Mal comportamiento de las autoridades fiscales que reducen los ahorros nacionales.

Los déficits no son sostenidos. Los déficits pueden interactuar con las distorsiones que pueden conducir a un mal holandés dinámico. Asimismo, los deja vulnerables a un escenario de reverso de capitales (sudden stop).
Las razones porque aparecen superávits pueden ser:
- Falta de seguro social que aumenta el ahorro privado.
- Ineficiente intermediación financiera que conllevan a bajas inversiones.
- Distorsiones causadas por tipos de cambios reales devaluados.
- Insuficiente suministro global de liquidez.
- Población que envejece acumula ahorros para su retiro.
- Limitadas posibilidades de inversión doméstica.
- Buenas externalidades debido a un fuerte sector comercial que conllevan a una estrategia de crecimiento caracterizado por poca demanda doméstica y altas exportaciones.